# ناحوم ليفين
ناحوم ليفين هو صناعي ومهندس وسياسي إسرائيلي، ولد في 8 يونيو 1905 في فيتيبسك في بيلاروس، وتوفي في 8 يونيو 1967 في إسرائيل. نشط حزبياً في حيروت.

## مناصب
- انتخب عضو الكنيست [الإنجليزية]‏ وقد انضم خلال فترته النيابية  [لغات أخرى]‏ (25 مايو 1965 – 22 نوفمبر 1965) للكتلة البرلمانية جاحال.
- انتخب عضو الكنيست [الإنجليزية]‏ وقد انضم خلال فترته النيابية  [لغات أخرى]‏ (4 سبتمبر 1961 – 25 مايو 1965) للكتلة البرلمانية حيروت.
- انتخب عضو الكنيست [الإنجليزية]‏ وقد انضم خلال فترته النيابية  [لغات أخرى]‏ (30 نوفمبر 1959 – 4 سبتمبر 1961) للكتلة البرلمانية حيروت.
- انتخب عضو الكنيست [الإنجليزية]‏ وقد انضم خلال فترته النيابية  [لغات أخرى]‏ (15 أغسطس 1955 – 30 نوفمبر 1959) للكتلة البرلمانية حيروت.